# Armen-Ball-Polka
Armen-Ball-Polka, op. 176, är en polka av Johann Strauss den yngre. Den framfördes första gången den 7 januari 1856 i Schwenders Casino i Wien.

## Bakgrund
Wiens "danshysteri", som var som mest hektisk under 1820-40-talet, sammanföll i stora drag med en period av distinkta, sociala förändringar inom den österrikiska huvudstaden. Efterfrågan på offentliga dansställen var så stor att myndigheterna ansåg sig tvungna att utkräva tillstånd för att anordna danstillställningar. Ägarna svarade med att begära inträde, vilket i sin tur ledde till att publiken därmed ställde högre krav på nöjesutbudet. En av de mest företagsamma och innovativa entreprenörerna var tysken Carl Schwender (1806-66), som 1833 anlände från Karlsruhe till Wien där han först arbetade som servitör. Två år senare byggde han ett kaffehus i förorten Braunhirschengrund. Med åren utökade Schwender huset tills han 1865 hade åstadkommit ett enormt nöjespalats med tre balsalar, restauranger, kök och teater.

## Historia
Den 7 januari 1856 var Schwenders Casino platsen för en stor välgörenhetsbal till förmån för de fattiga i stadsdelen Reindorf. Nämnda stadsdel införlivades 1863 med grannförorterna Braunhirschengrund och Rustendorf till Rudolfsheim som idag utgör delar av Wiens 15 distrikt. Johann Strauss dirigerade dansmusiken och framförde en ny polka som kallades Reindorfer Armen-Ball-Polka. När polkan trycktes ändrades titeln till det mer allmänna Armen-Ball-Polka.

## Om polkan
Speltiden är ca 2 minuter och 21 sekunder plus minus några sekunder beroende på dirigentens musikaliska tolkning.